# Jozo Kristić
Jozo Kristić (Sarajevo, 1919. – 1982.), bosanskohercegovački pjevač narodne glazbe. Po zanimanju je službenik. Prvi je izvođač poznate sevdalinke 'Emina', koja se na ploči originalno zvala 'Sinoć kasno pođoh'. Smatra se jednim od vrhunskih interpretora sevdalinki, i njegovo ime se spominje u Art kući sevdaha. Prvi je vokalni solist Radio-Sarajeva koji je snimio pjesmu Mustafe Dželila Sadikovića "Šta bi bilo s Đuzelđulom da joj nije alem sjaja", "Sinoć kasno pođoh", "Kad sam bio mlađan lovac ja", Bašagićevu "Evo ovu rumen ružu", "Kulu gradim a kamena nemam" i dr.

## Životopis
Rođen je u Sarajevu. Interes za narodne pjesme iskazao je još u ranoj mladosti. U interpretaciji narodnih pjesama postigao je veliki uspjeh. Od 23. godine pjeva na sarajevskoj radijskoj postaji. Pjevajući kroz to vrijeme stekao je široki krug slušatelja. Postigao je tako rijetku slavu da su ljudi zbog njegovih interpretacija kupovali onda skupocjene radio aparate. Kristić je bio pjevač koji je pjevao iz strasti, "jer mu je duša pjevala" i nije gradio karijeru. Bio je dio generacije koja je sevdalinku pjevala iz entuzijazma, iz zanosa, iz patriotskih razloga. 
Glas dobrog pjevača stekao je pjevajući narodne pjesme iz Bosne koje su mu i najomiljenije pjesme u repertoaru. Pored pjesama iz Bosne, pjeva i srpske i vojv. pjesme. Kad je 10. travnja 1945. otvoreno Radio-Sarajevo, prvi vokalni solisti koji su izveli pjesme na Radio-Sarajevu, u prvim minutama novoosnovanog radija, bili su Jozo Kristić koji je izveo Bilećanku kao svečanu koračnicu i Zaim Imamović koji je pjevao Romanijo visokoga visa. 
Pjevao je Kristić uz harmoniku Ismetom Alajbegovićem Šerbom,  također jednim od prvih solista sarajevskog radija.
Poslije rata je bez ikakve naknade odlazio na savezne radne akcije među brigadire. Akcije gdje je bio su Doboj - Banjaluka, Brčko - Banovići, Šamac - Sarajevo.
Jozo Kristić je bio upravnik restorana u Njegoševoj 6.
Safet Isović, govoreći o televizijskoj arhivi u BiH, svjedočio je da je žalosno da jedan sjajan pjevač kao što je pokojni Kristić nema nijedan snimak.

## Diskografija
- Sinoć kasno pođoh, uz harmonikašku pratnju Ismeta Alajbegovića Šerbe, Jugoton C-6195[3]

## Vanjske poveznice
- Izbor iz pjesama koje je izvodio Jozo Kristić